# Anton Grego
Anton Grego (Omišalj, 8. prosinca 1940.), hrvatski jedriličar. Natjecao se za Jugoslaviju. Prvi hrvatski jedriličar osvajač medalje na Svjetskom prvenstvu (dio posade sa Simom Nikolićem).
Natjecao se na Olimpijskim igrama 1968. u klasi leteći Holandez, a osvojio je 13. mjesto. U istoj je klasi na OI 1972. osvojio 5. mjesto.
Na svjetskom prvenstvu 1967. u Nassauu je osvojio brončanu medalju u klasi šljuka. U istoj je disciplini osvojio zlatnu medalju na EP 1966., te srebra na prvenstvima 1964. i 1968. godine.
Bio je član Galeba iz Rijeke.
13 puta državni prvak u klasi Šljuka.
Na kraju karijere osnovao je "Grego Sails".
Imao je dva sina, Bojana i Vladu. Bojan je bio europski i višestruki državni prvak u jedrenju.